# モーシェ・フェルデンクライス

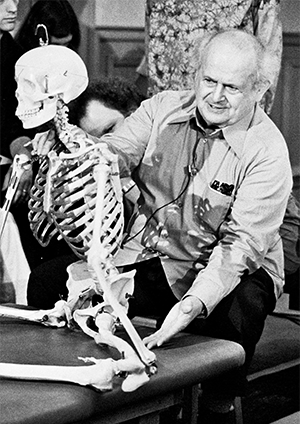
モーシェ・フェルデンクライス（1978年）

モーシェ・フェルデンクライス（Moshé Feldenkrais、1904年5月6日 - 1984年7月1日）は、ウクライナ出身の物理学者、柔道家、柔術家。イスラエルの市民権を持つ。イギリス国籍のユダヤ人。自己認識を基幹とした身体コントロール法、フェルデンクライスメソッドの創始者。別呼称フルデンカイ。

## 来歴
1933年、嘉納治五郎と出会い、柔道・柔術を始める。1936年9月、フランス柔術クラブを設立。名誉会長に嘉納と前年ノーベル化学賞を夫妻で受賞したフレデリック・ジョリオ＝キュリーらを迎え、自らは川石酒造之助の日仏柔術クラブ第1号門下生、初のフランス人柔道有段者であるモリス・コトロとともに副会長の座に就いた。会員にはフレデリックの妻でキューリー夫人の娘であるイレーヌ・ジョリオ＝キュリーもいた。川石とフェルデンクライスは互いのクラブで指導し、交流していた。1936年、川石から柔道の黒帯を取得。一方でライターの吉田郁子は1939年2月10日に川石から授与されたとしている。教育相のジャン・ゼー、クラブからはジョリオ＝キュリー夫妻らが出席した「柔道の夕べ」で授与された。フランス柔道、最初の柔道有段者となる。第二次世界大戦がはじまると間もなくフェルデンクライスは兵役でイギリスに帰国。兵役や疎開で閑散としていた日仏柔術クラブを閉鎖した川石がフランス柔術クラブを引き継ぎ、技術指導の座に就いた。1942年、度重なる膝の故障を期に、新しいリハビリ方法を模索し始める。1949年、『身体と成熟した行動』を出版。